# Getty Images

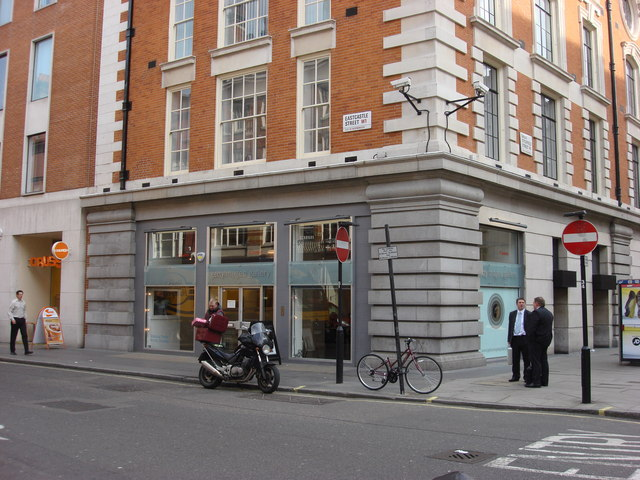
Die Getty Images Gallery in London

Getty Images, Inc. ist eine US-amerikanische Bildagentur. Sie wurde im Jahr 1995 vom Milliardenerben Mark Getty und Jonathan Klein gegründet und zählt zu den größten Bildagenturen weltweit. Ihre Zentrale befindet sich in Seattle, Washington, die europäische Geschäftsstelle in London, die deutsche Niederlassung in München. Getty Images beschäftigt in über 50 Ländern rund 2000 Mitarbeiter. Das Unternehmen vertreibt weltweit Bilder und Videos sowie Premium-Digital-Inhalte einschließlich Filmmaterial und Musik.
Getty Images verfügt über ein Archiv von über 80 Millionen Bildern und Illustrationen und rund 30.000 Stunden Filmaufnahmen. Das Unternehmen ist in drei Geschäftsfeldern tätig: Werbung/Grafik Design, Medien (Druck- und Online-Publikationen) und Firmenkommunikation mit anderen Unternehmen. Das Unternehmen befand sich lange in direkter Konkurrenz zu Bill Gates’ Bildagentur Corbis. Anfang 2016 verkaufte Bill Gates die Corbis-Bibliothek an die Visual China Group, welche in direkter Folge eine Kooperation mit Getty Images einging.

## Geschichte
1996 erwarb das Unternehmen das Bildarchiv der Picture Post, das nunmehr unter dem Namen Hulton Picture Library bzw. Hulton Archive firmiert. Das Archiv ist eine der größten Fotografie-Sammlungen der Welt und beherbergt unter anderem Pressefotos des Britischen Pressearchivs ab dem 19. Jahrhundert, die digital zugänglich sind. Im April 2003 ging Getty Images eine Kooperation mit der Nachrichtenagentur Agence France-Presse ein, womit sich beide Unternehmen den Zugang zu den jeweiligen Bildarchiven sicherten. 2005 rief das Unternehmen mit den Grants for Good und den Grants for Editorial Photography Stipendien in Höhe von jährlich 150.000 Dollar ins Leben, die an Fotojournalisten, gemeinnützige Fotografen und an Studenten vergeben werden. Im Februar 2006 übernahm Getty Images die kanadische Microstock-Agentur iStockphoto.
2006 begann Getty Images eine Kooperation mit der britischen Bildagentur Popperfoto, um ab dem Folgejahr 2007 die Sammlungen von Paul Popper gemeinsam mit den unternehmenseigenen Inhalten zu vermarkten und zu lizenzieren.
Im Januar 2008 stellte sich die Agentur selbst zum Verkauf und fand nach einmonatiger Suche in der Beteiligungsgesellschaft Hellman & Friedman einen neuen Eigentümer. Der Übernahmepreis betrug inklusive Schulden 2,4 Mrd. Dollar, der Kaufpreis mit 34 Dollar je Aktie (55 % Aufschlag auf den letzten Schlusskurs) 2,1 Mrd. Dollar.
2009 ging Getty Images eine Kooperation mit Flickr ein, die es den Mitgliedern des Imagehosters ermöglicht, ihre Bilder bei Getty Images lizenzieren zu lassen.
Im August 2012 übernahm die börsennotierte US-Beteiligungsgesellschaft Carlyle Group die Mehrheitsbeteiligung an Getty Images. Mitgründer Mark Getty und seine Familie bleiben an der Firma fast im gleichen Maße wie bisher beteiligt.
Ab März 2014 stellte das Unternehmen 35 Millionen Bilder zur kostenlosen Nutzung für nicht-kommerzielle Zwecke zur Verfügung. Allerdings müssen die Fotos auf den Webseiten als Embedded Link eingebunden werden und Getty behält sich das Recht vor, über den eingebetteten Code Daten zu sammeln, Werbung einzublenden und die Fotos wieder zu löschen.
Am 28. Januar 2016 kündigte Corbis Images den Verkauf seines Lizenzgeschäftes an Unity Glory International an, einer Tochtergesellschaft der Visual China Group (VCG). Getty Images übernahm als Partner von VCG, eines der größten chinesischen Unternehmen für die Lizenzierung von Bildern, künftig den Vertrieb der ehemaligen Corbis-Inhalte außerhalb Chinas. Bestandteil des Verkaufs waren neben den Bilder- und Filmarchiven von Corbis Images, Corbis Motion und Veer auch alle verbundenen Marken und Warenzeichen, darunter auch das Web-Portal Demotix.
Im Januar 2025 gab Getty Images die Fusion mit Shutterstock bekannt.

## Urheberrecht
Anfang 2008 geriet Getty Images in die Kritik der Netzgemeinschaft, weil das Unternehmen offenbar in großer Zahl nicht lizenziertes Bildmaterial abmahnte und für die unrechtmäßige Nutzung Summen in vierstelliger Höhe je Bild verlangte. Laut Medienberichten unterliefen Getty Images dabei Fehler, so dass auch Kunden abgemahnt wurden, die über eine gültige Lizenz verfügten.
Getty Images arbeitet mit der US-amerikanisch-israelischen Firma PicScout zusammen, um das Internet nach urheberrechtsgeschützten Bildern zu durchsuchen.
Im September 2008 forderte ein EDV-Unternehmen Getty Images durch eine negative Feststellungsklage heraus und erlitt dabei eine Niederlage.
Im Mai 2011 wurde in Zusammenarbeit mit dem Bundesverband der Pressebild-Agenturen und Bildarchive mit Stockphotorights eine Informationskampagne ins Leben gerufen, die sich um Aufklärung im Bereich Urheberrecht und Lizenzierung von Bildmaterial bemüht.
Die Fotografin Carol M. Highsmith wurde von Getty Images zu Zahlung von 120 Dollar aufgefordert, da ihre Webpräsenz Fotos enthielt, deren Urheberrecht die Bildagentur für sich beanspruchte. Die Fotografin hatte vorher eine riesige Sammlung ihrer Fotos der Library of Congress übereignet. Von diesen Fotos fand Highsmith im Archiv der Getty-Bildagentur 18.755 weltweit vermarktete Fotos, für die Getty Images keinerlei Rechtsanspruch besitzt. Daher erhob am 25. Juli 2016 die Fotografin Klage. Neben dem aufgrund der Anzahl von Bildern zu erwartenden Klagewert von 469 Millionen US-Dollar forderte Highsmith 1 Milliarde US-Dollar. Sie bezog sich dabei auf den Präzedenzfall des Fotografen Daniel Morel gegen Getty, dem 1,2 Millionen US-Dollar für die weitverbreitete Verletzung seiner Urheberrechte an einem Foto zugesprochen worden waren. Die Klage Highsmiths war nicht erfolgreich und das Verfahren wurde vom Gericht am 28. August 2016 eingestellt. Mit der Spende der Bilder an die Library of Congress hatte Highsmith ihren Anspruch auf die Urheberrechte an den Bildern aufgegeben. Getty Images argumentierte vor Gericht erfolgreich, dass gemeinfreie Werke regelmäßig kommerzialisiert würden, und der Urheber kein Recht hat, diese ungewollte Art der Verwertung zu stoppen.

### Black History & Culture Collection
Getty Images gab im Juli 2022 bekannt, dass eine Sammlung von fast 30 000 selten gezeigten Bildern der schwarzen Diaspora im Vereinigten Königreich und in den USA, die vom 19. Jahrhundert bis in die Gegenwart reichen, für gemeinnützige oder pädagogische Zwecke frei zur Verfügung gestellt werde. Die Sammlung werde Pädagogen, Forschern und Autoren von Inhalten Zugang zu den Bildern gewähren und es ihnen ermöglichen, unerzählte Geschichten aus der Geschichte und Kultur der Schwarzen zu erzählen, die über die Erzählungen von Versklavung und Kolonialisierung hinausgingen. Die Black History & Culture Collection  ist Teil einer Bildungsinitiative von Getty Images und umfasst mehr als 20 Bildkategorien, darunter Politik, Haare, Bildung, Empowerment von Frauen und LGBTQ+.